# 加富爾伯爵卡米洛·奔索
加富爾伯爵卡米洛·奔索（義大利語：Camillo Benso Conte di Cavour，1810年8月10日—1861年6月6日）是義大利政治家，義大利統一運動的領導人物。曾留學過英國，也於後來成立的義大利王國擔任第一任首相。加富爾的姓氏是奔索（Benso）。

## 早年時期

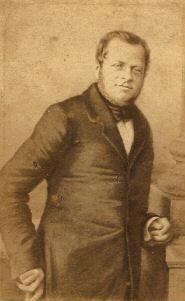
卡米洛·奔索，加富爾伯爵

加富爾不僅是一個出色政治家，在意大利統一運動中亦顯示出其靈活熟練的外交手段。生前帶領皮德蒙-薩丁尼亞王國完成了大部分的意大利統一，被譽爲促成意大利統一的建築師和『現代意大利的大腦』。
1847年，加富爾創辦了一份名為《復興》(Il Risorgimento)的政治報紙，宣傳自由主義和民族團結。
1848年，加富爾成為新一屆皮德蒙議會的議員，他深信自由統一對意大利人民的重要性。故全力支持老國王卡洛·阿爾貝托統一意大利，以達民族主義的目標。

## 政治生涯

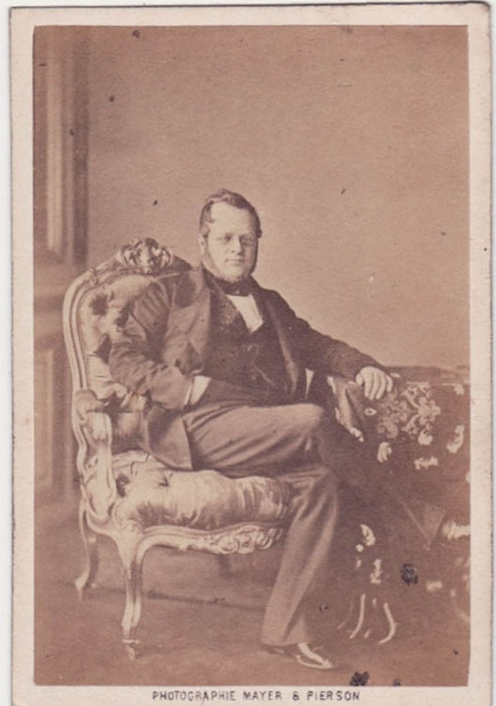
加富爾伯爵，1861年攝

加富爾於1852年11月4日經任命成為皮德蒙-薩丁尼亞首相，並從根本著手，推行了一連串的創新政策。為了發展皮德蒙的新興工業，先後在其首任之內起動大部份的公路和鐵路基建，並開始架設全國的電報網絡。在刺激貿易上，貨幣、稅務、海關和法制均需接受一系列的改革，又與英國等一眾歐洲國家簽定了自由貿易協定。1859年，在短短八年間，意大利的貿易量已暴升二倍，加富爾成功地令皮德蒙-薩丁尼亞成為了亞平寧半島裡最重要的工業指標。如同德國的關稅同盟一樣，皮德蒙可藉經濟上的地位，使它間接成為近年意大利工業化的領導，讓現實的經濟利益更一步推進意大利人的統一信念。
在工業化取得成功之後，加富爾開始將目光放至意大利的政治統一上。鑑於1848年革命的失敗，加富爾意識到單憑皮德蒙單薄的軍事實力，不足以統一意大利。而當他上任薩丁尼亞的外交大臣後，他的外交能力比其內政更是突出。往後的歐洲的外交場面成了加富爾的政治舞台。
1855年，加富爾首先派出薩丁尼亞大軍介入克里米亞戰爭，他深悉此舉必能同時爭取英法兩國的支持。當時的法國皇帝拿破崙三世曾在年輕時參加燒炭黨，甚至許下過『為意大利做點事』的承諾。結果在克里米亞擊敗俄國後不久，英法皆在巴黎和會上同意支持意大利的統一。1858年夏，加富爾率先前往法國東部小鎮卜諾姆比爾跟拿破崙三世簽訂了密約。該秘密協定明確地說明了法國將協助皮德蒙-薩丁尼亞重新統一意大利北部，並當皮德蒙遭受奧地利侵犯的時候派兵支援，而薩丁尼亞王国将会把尼斯和萨沃伊交给法国(該兩地至今仍屬法國)。
獲得法國的支持後，加富爾旋即動員皮薩軍挑衅奧地利。當後者正式在1859年4月向皮德蒙-薩丁尼亞進犯之際，取得藉口的拿破崙三世果真履行承諾，派兵抗擊奧軍。最終法皮聯軍在馬真塔和索爾費里諾中擊敗他們。
隨著戰事失利，奧地利簽訂維拉富蘭卡協定。雖然薩丁尼亞在協定中重奪了北部的倫巴底，卻同時失去了強大的外援－－法國。拿破崙三世因國內天主教徒的強烈反對和兩次會戰帶來的沉重傷亡而感到震驚，急於結束對奧國的軍事行動。然而，協定卻仍保留北義大利的威尼西亞在奧地利手中。作為一名民族主義者，加富爾極力說服伊曼紐二世讓薩軍北上收復，但礙於普魯士已完成動員令能隨時支援奧國，國王拒絕了他的提議。加富爾在一氣之下，於1859年7月19日辭去首相一職。雖然加富爾憤然離任，但薩奧戰爭卻鼓舞了意大利中部邦國的人民。伊曼紐二世很不情願地於1860年1月21日再度任命加富爾為首相，並立即著手中部三個邦國的合併公投。在各國人民一片贊同之下，帕爾馬、摩德納、托斯卡纳正式與皮德蒙-薩丁尼亞王國統一。首階段的意大利統一完成。除了法國控制的教皇國，意大利基本上統一亞平寧半島。
然而事實上，除此以外，加富爾在克里米亞戰爭時打下的外交利益卻未有因北部的統一而有所削弱。當時的另一盟友--英國，自該戰以後為了避免開罪法國，便一直對意大利的統一持消極態度，加富爾對此感到強烈不滿。

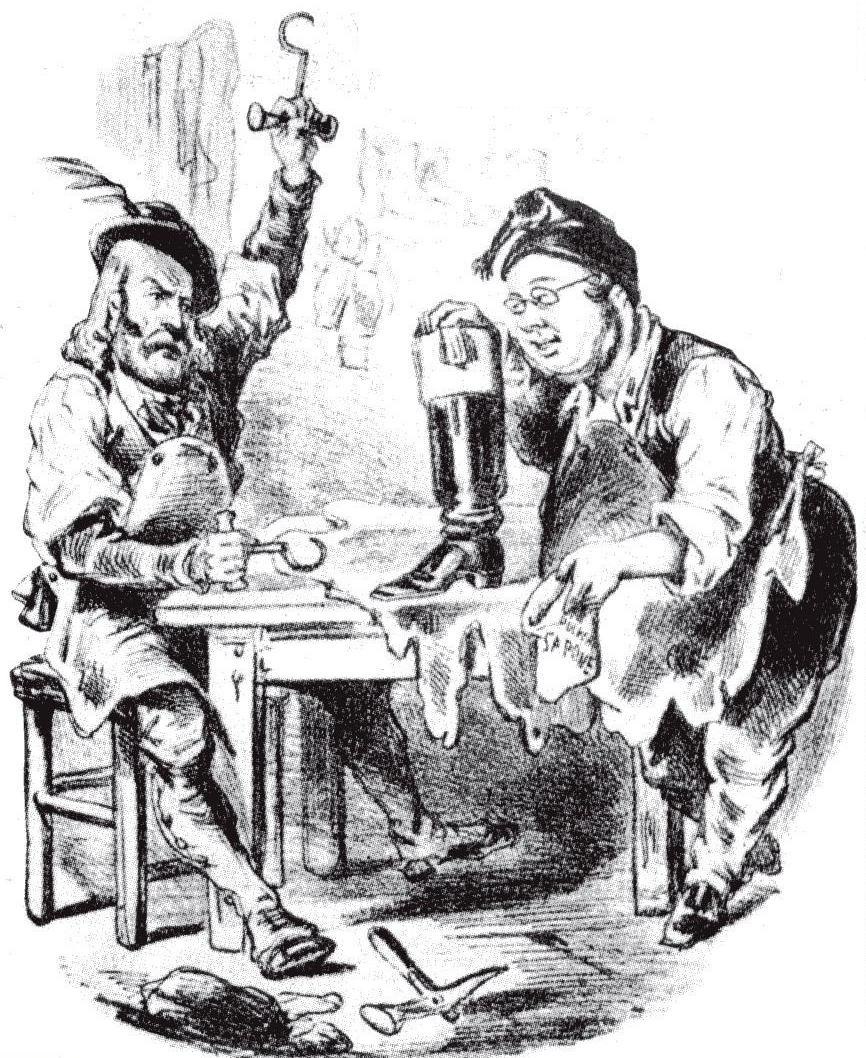
繪於1861年的政治漫畫,兩位"鞋匠"商討如何製作鞋子

## 去世

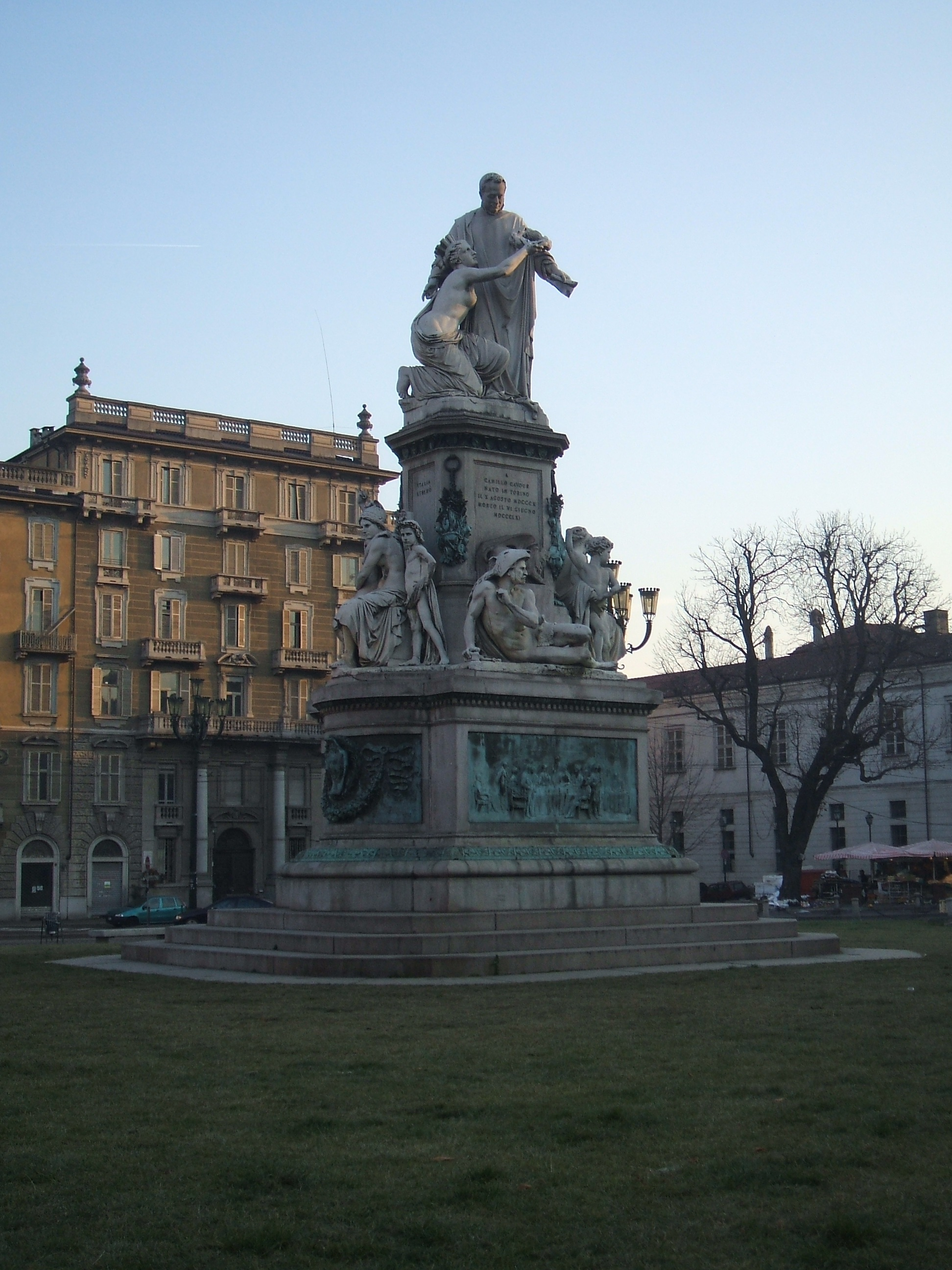
加富爾伯爵墓園

1861年3月17日，意大利王國誕生。加富爾順理成章上任義大利首相。可惜，他亦於同年因瘧疾逝世，未能在有生之年見證意大利統一。他死後10年，意大利才能藉普魯士發動統一戰爭之機，趁法國無能力顧及教皇國，收復威尼西亞和羅馬，正式完成統一。

## 遺贈
今日，在的里雅斯特、羅馬、佛羅倫薩、拿玻里等意大利城市，重要街道和廣場以他的名字命名。而意大利海軍的新航空母艦加富爾號(500)也以其榮譽命名。在更早之前，這個名譽則歸於意國著名戰艦加富爾伯爵號，當中兩次大戰它皆有參與。